# Aliefendioğlu, Tarsus
Aliefendioğlu là một xã thuộc huyện Tarsus, tỉnh Mersin, Thổ Nhĩ Kỳ. Dân số thời điểm năm 2011 là 1.055 người.